# Hymont
Hymont est une commune française située dans le département des Vosges en région Grand Est.
Ses habitants sont appelés les Hymontais.

## Géographie

### Localisation
Hymont est situé à 2 km de Mattaincourt et à 5 km de Mirecourt. 

### Géologie et relief
C’est un village paisible.  Les maisons s’y alignent en bordure de la route et de la Saule. Les maisons, typiquement lorraines (c'est-à-dire aux larges portes cochères entre de petites fenêtres, assez étroites mais profondes), y sont serrées les unes contre les autres.  Les toits bien souvent sont soutenus par des troncs d’un seul tenant du sol au faîte.
La commune se compose de 67,46 hectares de territoires artificialisés (16,02 %), 281,18 ha de territoires agricoles (66,79 %) et 72,65 hectares de forêts et milieux semi-naturels  (17,26 %).
|                    | Mattaincourt        |                         |
| Bazoilles-et-Ménil | Hymont              | Velotte-et-Tatignécourt |
|                    | Valleroy-aux-Saules |                         |

### Hydrographie et les eaux souterraines
Hydrogéologie et climatologie : Système d’information pour la gestion des eaux souterraines du bassin Rhin-Meuse :
Territoire communal : Occupation du sol (Corinne Land Cover); Cours d'eau (BD Carthage),
Géologie : Carte géologique; Coupes géologiques et techniques,
 Hydrogéologie : Masses d'eau souterraine; BD Lisa; Cartes piézométriques.

#### Réseau hydrographique
La commune est située dans le bassin versant du Rhin au sein du bassin Rhin-Meuse. Elle est drainée par le Madon et la ruisseau la Saule,.
Le Madon, d'une longueur totale de 96,9 km, prend sa source dans la commune de Vioménil et se jette dans la Moselle à Pont-Saint-Vincent, après avoir traversé 47 communes.

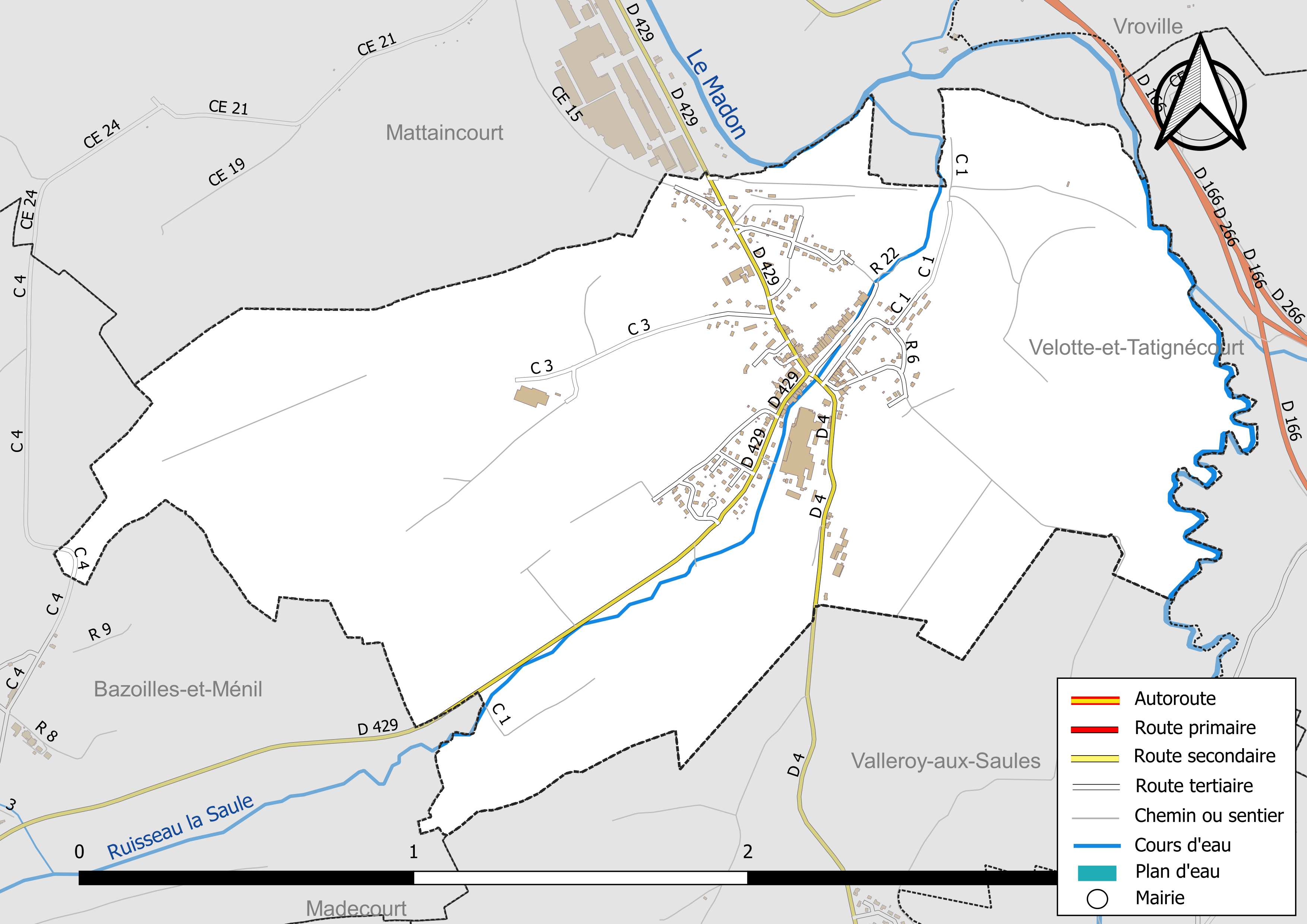
Réseaux hydrographique et routier d'Hymont.

La ruisseau la Saule, d'une longueur totale de 14 km, prend sa source dans la commune de La Neuveville-sous-Montfort et se jette dans le Madon à Mattaincourt, après avoir traversé six communes.

#### Gestion et qualité des eaux
Le territoire communal est couvert par le schéma d'aménagement et de gestion des eaux (SAGE) « Nappe des Grès du Trias Inférieur ». Ce document de planification, dont le territoire comprend le périmètre de la zone de répartition des eaux de la nappe des Grès du trias inférieur (GTI), d'une superficie de 1 497 km2,  est en cours d'élaboration. L’objectif poursuivi est de stabiliser les niveaux piézométriques de la nappe des GTI et atteindre l'équilibre entre les prélèvements et la capacité de recharge de la nappe. Il doit être cohérent avec les objectifs de qualité définis dans les SDAGE Rhin-Meuse et Rhône-Méditerranée. La structure porteuse de l'élaboration et de la mise en œuvre est le conseil départemental des Vosges.
La qualité des eaux de baignade et des cours d’eau peut être consultée sur un site dédié géré par les agences de l’eau et l’Agence française pour la biodiversité. 

### Climat
Pour des articles plus généraux, voir Climat du Grand Est et Climat des Vosges.
En 2010, le climat de la commune est de type climat des marges montargnardes, selon une étude du Centre national de la recherche scientifique s'appuyant sur une série de données couvrant la période 1971-2000. En 2020, Météo-France publie une typologie des climats de la France métropolitaine dans laquelle la commune est dans une zone de transition entre le climat océanique altéré et le climat océanique altéré et est dans la région climatique  Lorraine, plateau de Langres, Morvan, caractérisée par un hiver rude (1,5 °C), des vents modérés et des brouillards fréquents en automne et hiver. 
Pour la période 1971-2000, la température annuelle moyenne est de 9,7 °C, avec une amplitude thermique annuelle de 16,9 °C. Le cumul annuel moyen de précipitations est de 915 mm, avec 12,6 jours de précipitations en janvier et 9,7 jours en juillet. Pour la période 1991-2020, la température moyenne annuelle observée sur la station météorologique de Météo-France la plus proche, « Mirecourt-inra », sur la commune de Mirecourt à 4 km à vol d'oiseau, est de 10,4 °C et le cumul annuel moyen de précipitations est de 824,3 mm. 
La température maximale relevée sur cette station est de 39,5 °C, atteinte le 25 juillet 2019 ; la température minimale est de −19,5 °C, atteinte le 20 décembre 2009,,. 
Les paramètres climatiques de la commune ont été estimés pour le milieu du siècle (2041-2070) selon différents scénarios d'émission de gaz à effet de serre à partir des nouvelles projections climatiques de référence DRIAS-2020. Ils sont consultables sur un site dédié publié par Météo-France en novembre 2022.

## Urbanisme

### Typologie
Au 1er janvier 2024, Hymont est catégorisée bourg rural, selon la nouvelle grille communale de densité à sept niveaux définie par l'Insee en 2022.
Elle appartient à l'unité urbaine de Mirecourt, une agglomération intra-départementale regroupant quatre  communes, dont elle est une commune de la banlieue,,. Par ailleurs la commune fait partie de l'aire d'attraction de Mirecourt, dont elle est une commune de la couronne,. Cette aire, qui regroupe 33 communes, est catégorisée dans les aires de moins de 50 000 habitants,.

### Occupation des sols
L'occupation des sols de la commune, telle qu'elle ressort de la base de données européenne d’occupation biophysique des sols Corine Land Cover (CLC), est marquée par l'importance des territoires agricoles (66,3 % en 2018), en diminution par rapport à 1990 (67,5 %). La répartition détaillée en 2018 est la suivante : 
prairies (33,4 %), terres arables (27,3 %), forêts (17,7 %), zones urbanisées (16 %), zones agricoles hétérogènes (5,6 %). L'évolution de l’occupation des sols de la commune et de ses infrastructures peut être observée sur les différentes représentations cartographiques du territoire : la carte de Cassini (XVIIIe siècle), la carte d'état-major (1820-1866) et les cartes ou photos aériennes de l'IGN pour la période actuelle (1950 à aujourd'hui).

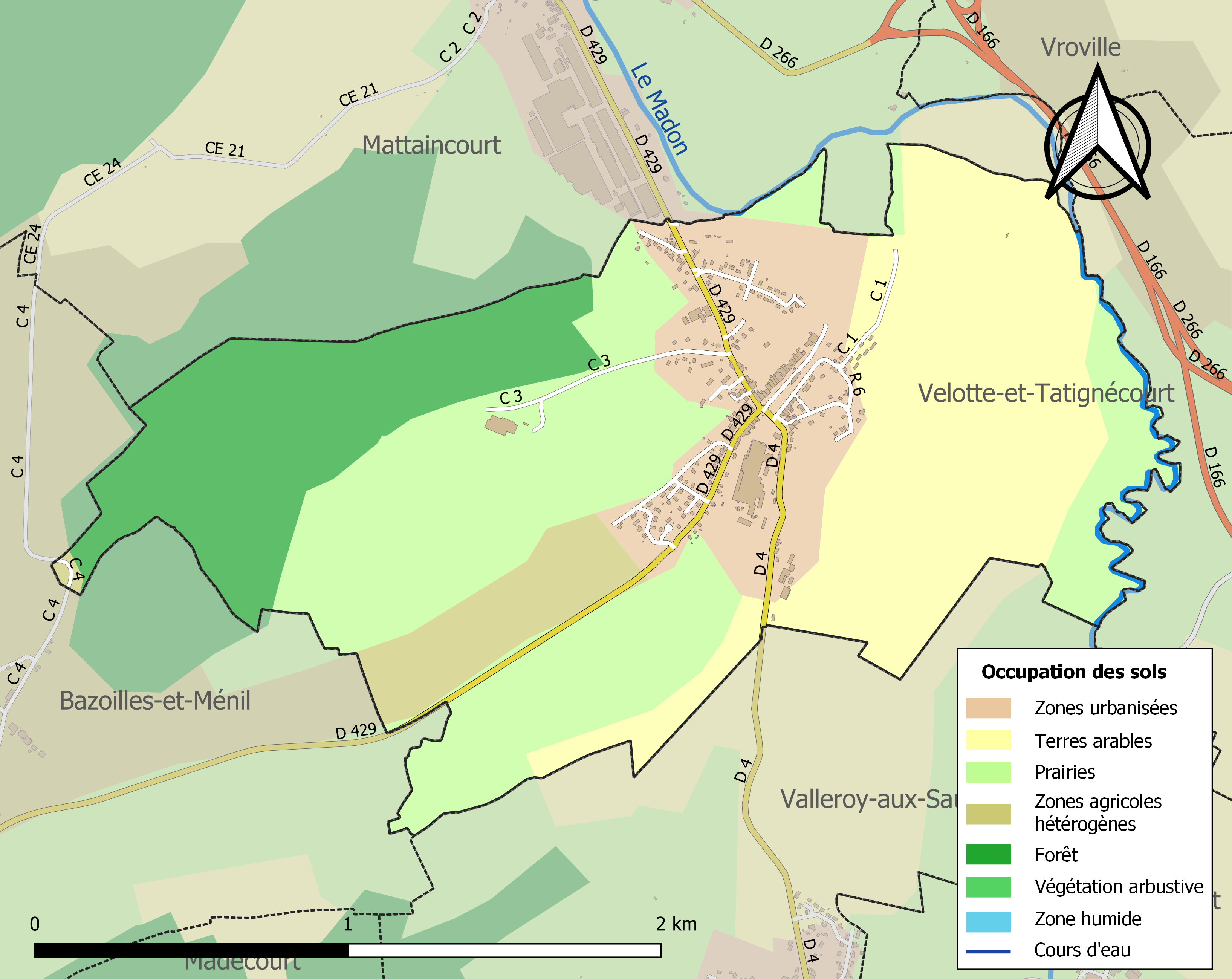
Carte des infrastructures et de l'occupation des sols de la commune en 2018 (CLC).

### Voies de communications et transports

#### Voies routières
- A31 (aussi appelée autoroute de Lorraine-Bourgogne). ÉchangeursChâtenois, Bulgnéville.

#### Transports en commun
- Fluo Grand Est.

#### Lignes SNCF
- Gare de Contrexéville
- Gare de Vittel
- Gare de Charmes
- Gare de Châtel - Nomexy

#### Transports aériens
- Aéroport d'Épinal-Mirecourt « Vosges Aéroport ».

À partir de l'été 2021, l’aéroport d’Épinal-Mirecourt devient le pélicandrome de la Zone Est et servira ainsi de base de ravitaillement et d’intervention pour les avions bombardiers d’eau Q Series ou de Havilland Canada DHC-8, aussi connu sous le nom de Dash 8.

## Toponymie
Le nom de la localité est attesté sous les formes Hymont (1247) ; Heymont (1276) ; Humont (1656) ; Hymon (1737) ; Himont ou Hymont (1779).

## Histoire
La voie romaine Langres-Metz et Strasbourg traversait Hymont. 
Le village semble devoir son nom à un Franc nommé Hindonis. Un premier texte, en 1247, le cite comme possession du duc de Lorraine.
Comme beaucoup de villages lorrains, Hymont eut à souffrir des guerres qui, plus d’une fois, dévastèrent la région.
Jadis, ce village était réputé, comme Mattaincourt et Mirecourt, pour ses draps et ses dentelles.
Plusieurs vagues de sorcellerie ont été réprimées comme lors des terribles procès de 1710 à la suite desquels le village ne comportait plus que 17 habitants, les autres ayant été condamnés au bûcher.
Il convient de noter que le village avait préalablement été décimé par la grande peste de 1710.

## Politique et administration

### Découpage territorial
Par arrêté préfectoral du 15 septembre 2023, la commune est retirée le 1er janvier 2024 de l'arrondissement d'Épinal et rattachée à l'arrondissement de Neufchâteau.

### Liste des maires
| Période                                  | Période    | Identité                 | Étiquette | Qualité    |
| ---------------------------------------- | ---------- | ------------------------ | --------- | ---------- |
| Les données manquantes sont à compléter. |            |                          |           |            |
| juin 1995                                | mars 2001  | Simon Thouvenot          |           |            |
| mars 2001                                | avril 2014 | Daniel Braun (1944-2020) |           | Mécanicien |
| avril 2014                               | juin 2020  | Georges Le Dreau         |           |            |
| juin 2020                                | En cours   | Christine Rouyer         |           |            |

### Budget et fiscalité 2023

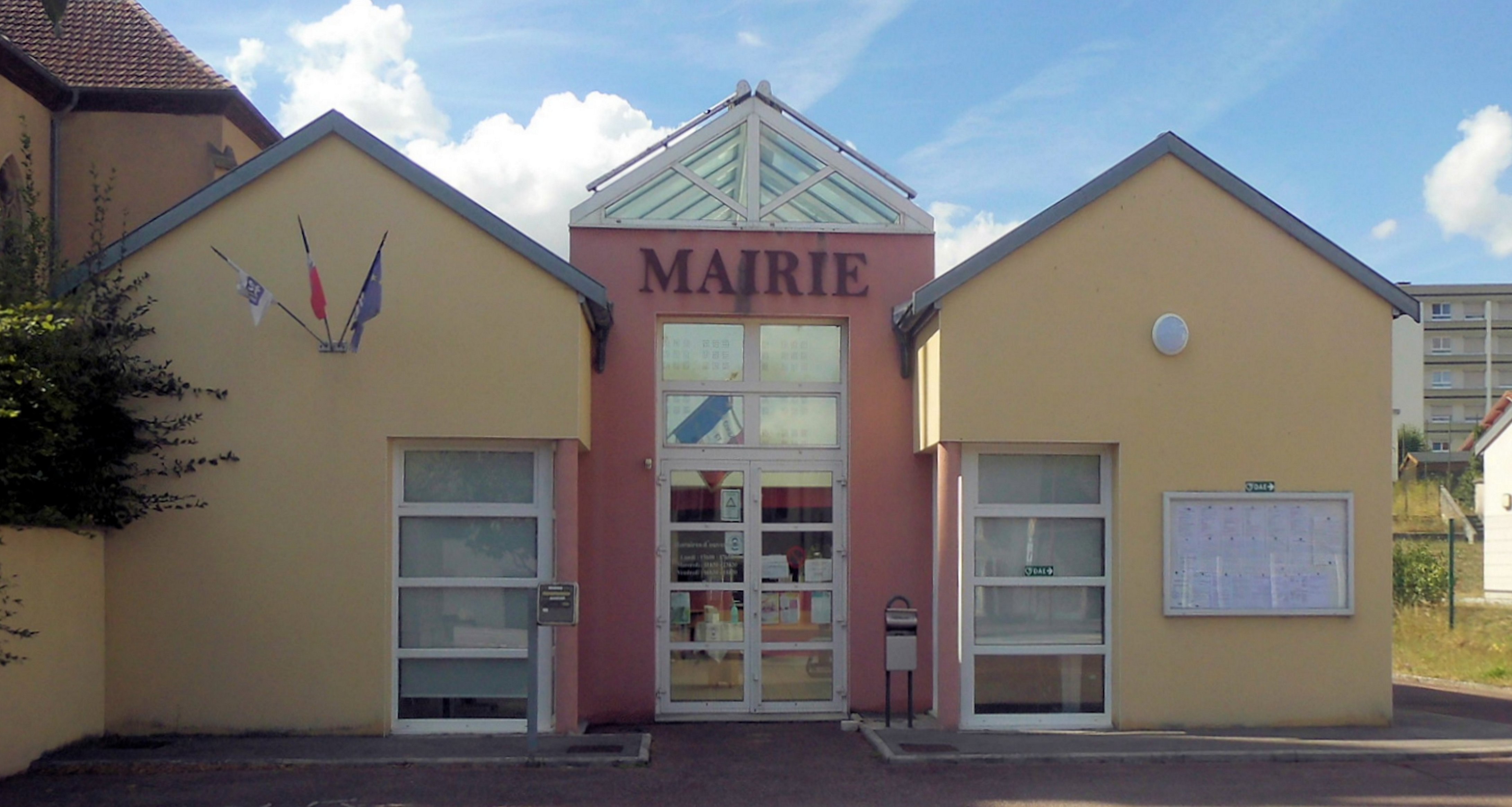
La mairie.

En 2023, le budget de la commune était constitué ainsi :
- total des produits de fonctionnement : 416 000 €, soit 832 € par habitant ;
- total des charges de fonctionnement : 275 000 €, soit 549 € par habitant ;
- total des ressources d'investissement : 191 000 €, soit 383 € par habitant ;
- total des emplois d'investissement : 341 000 €, soit 681 € par habitant ;
- endettement : 306 000 €, soit 611 € par habitant.

Avec les taux de fiscalité suivants :
- taxe d'habitation : 24,68 % ;
- taxe foncière sur les propriétés bâties : 37,88 % ;
- taxe foncière sur les propriétés non bâties : 37,47 % ;
- taxe additionnelle à la taxe foncière sur les propriétés non bâties : 0,00 % ;
- cotisation foncière des entreprises : 0,00 %.

Chiffres clés Revenus et pauvreté des ménages en 2021 : médiane en 2021 du revenu disponible, par unité de consommation : 23 520 €.

## Économie

### Entreprises et commerces
- Commerces et services de proximité[26].

## Population et société

### Démographie

#### Évolution démographique
L'évolution du nombre d'habitants est connue à travers les recensements de la population effectués dans la commune depuis 1793. Pour les communes de moins de 10 000 habitants, une enquête de recensement portant sur toute la population est réalisée tous les cinq ans, les populations de référence des années intermédiaires étant quant à elles estimées par interpolation ou extrapolation. Pour la commune, le premier recensement exhaustif entrant dans le cadre du nouveau dispositif a été réalisé en 2005.

En 2022, la commune comptait 488 habitants, en évolution de +2,31 % par rapport à 2016 (Vosges : −2,96 %, France hors Mayotte : +2,11 %).
| 1793 | 1800 | 1806 | 1821 | 1831 | 1836 | 1841 | 1846 | 1856 |
| ---- | ---- | ---- | ---- | ---- | ---- | ---- | ---- | ---- |
| 182  | 169  | 189  | 196  | 240  | 259  | 282  | 310  | 299  |

| 1861 | 1866 | 1876 | 1881 | 1886 | 1891 | 1896 | 1901 | 1906 |
| ---- | ---- | ---- | ---- | ---- | ---- | ---- | ---- | ---- |
| 326  | 322  | 304  | 306  | 288  | 295  | 301  | 322  | 334  |

| 1911 | 1921 | 1926 | 1931 | 1936 | 1946 | 1954 | 1962 | 1968 |
| ---- | ---- | ---- | ---- | ---- | ---- | ---- | ---- | ---- |
| 295  | 249  | 242  | 234  | 222  | 227  | 227  | 360  | 362  |

| 1975 | 1982 | 1990 | 1999 | 2005 | 2006 | 2010 | 2015 | 2020 |
| ---- | ---- | ---- | ---- | ---- | ---- | ---- | ---- | ---- |
| 618  | 611  | 637  | 553  | 516  | 504  | 480  | 478  | 488  |

| 2022 | - | - | - | - | - | - | - | - |
| ---- | - | - | - | - | - | - | - | - |
| 488  | - | - | - | - | - | - | - | - |

### Enseignement
Établissements d'enseignements :
- Écoles maternelles à Hymont, Mattaincourt, Mirecourt, Poussay.
- Collèges à Hymont, Mattaincourt, Mirecourt, Poussay.
- Lycées à Mirecourt, Dompaire, Charmes, Vittel, Mandres-sur-Vair.

### Santé
Professionnels et établissements de santé :
- Médecins à Mattaincourt, Mirecourt, Dompaire, Remoncourt, Damas-et-Bettegney, Lerrain, Charmes.
- Pharmacies à Mattaincourt, Mirecourt, Dompaire, Lerrain, Charmes.
- Hôpitaux à Mattaincourt, Mirecourt, Ville-sur-Illon.

### Cultes
- Culte catholique, Paroisse Saint-Pierre-Fourier[33] Diocèse de Saint-Dié.

## Lieux et monuments
- Chapelle, dédiée à saint Jean-Baptiste, consacrée le 4 août 1629 pour M. de Gournay[34].
- Église Saint-Jean-Baptiste[35], néogothique, du XIXe siècle (1861). Selon la légende, au Moyen Âge, les Hymontais auraient fait monter une vache sur le clocher de leur église sur lequel une touffe d'herbe avait poussé et ce afin qu'elle la mange. Cela leur a valu le surnom des "fous d'Hymont".
- Maison de mère Alix Le Clerc[36],[37].
- Borne de la voie de la 2e DB du maréchal Philippe Leclerc de Hauteclocque.
- Patrimoine rural recensé par le service régional de l'Inventaire général du patrimoine culturel[38],[39].

Fontaine - abreuvoir dite Puihetel (?).
- Monument aux morts[41].

### Héraldique, logotype et devise
Commune sans blason.

## Personnalités liées à la commune
- Saint Pierre Fourier, curé de Hymont et de Mattaincourt de 1597 à 1638 (date de son exil à Gray).
- Philippe Gauthier, Supérieur du Séminaire du Pont, prieur de Belchamp, curé de Hymont et de Mattaincourt de 1638 à 1646.
- Bienheureuse Alix Le Clerc.

## Pour approfondir